# União e Federação de Países e Soberanos Asiáticos
A União e Federação de Países e Soberanos Asiáticos foi uma proposta de aliança pan-asiática feita pelo rei Kalākaua do Havaí ao Imperador Meiji do Japão em 1881.

## Contexto

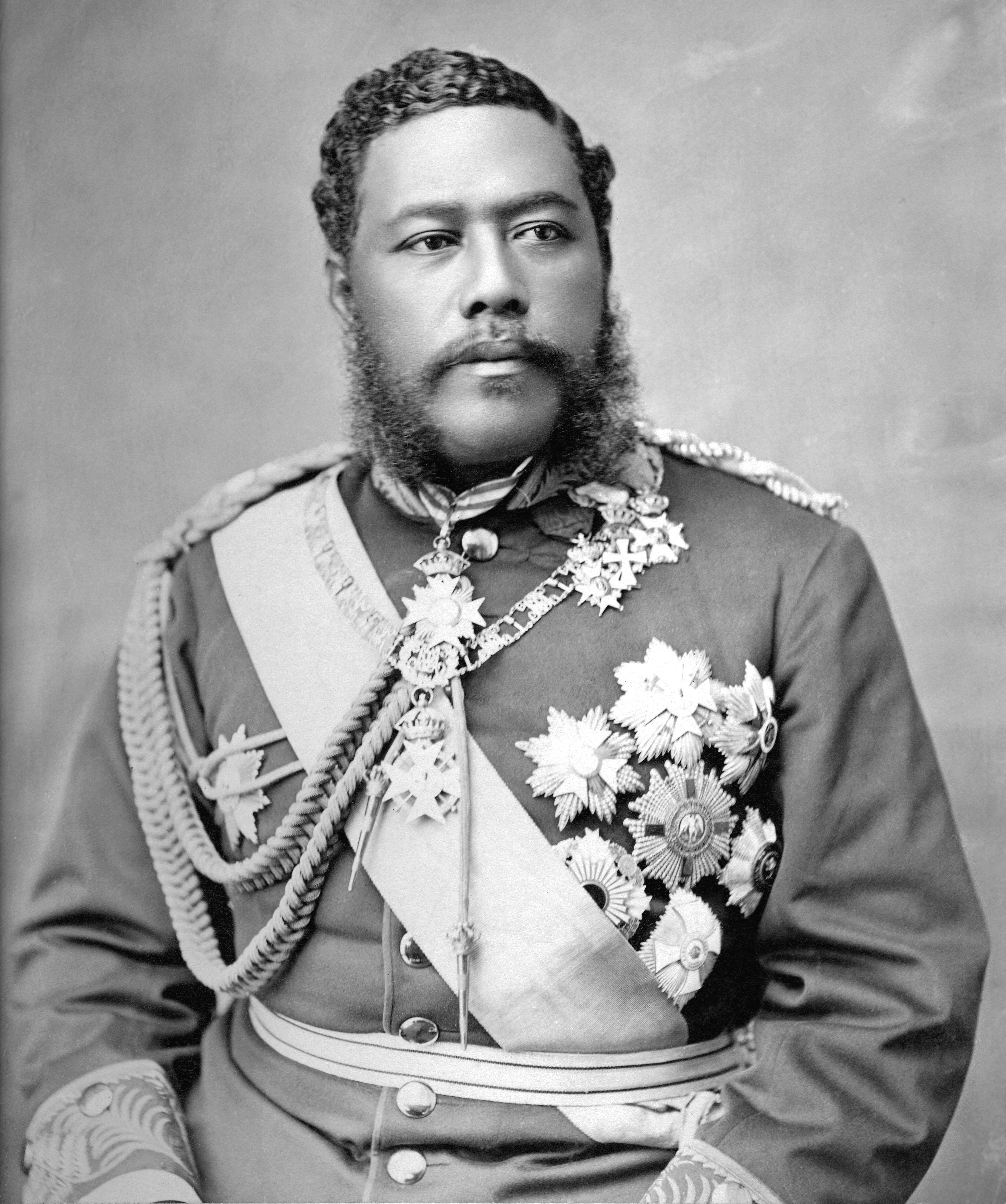
Rei Kalākaua do Havaí

Em 1874, Kalākaua ascendeu ao trono do Reino do Havaí, em um contexto de domínio cultural e econômico de missionários, empresários, latifundiários e outros imigrantes euro-americanos estabelecidos no Havaí desde a passagem do século XVIII para o XIX.
Em 1881, o rei havaiano organizou uma turnê mundial, em uma tentativa de angariar apoio internacional e de salvar a cultura e a população havaianas da extinção, conseguindo investimentos e importando uma força de trabalho das nações da Ásia e do Pacífico. As viagens duraram 281 dias e fizeram dele o segundo monarca reinante na história a visitar os Estados Unidos - o primeiro foi Pedro II, Imperador do Brasil, em 1876.

## Proposta

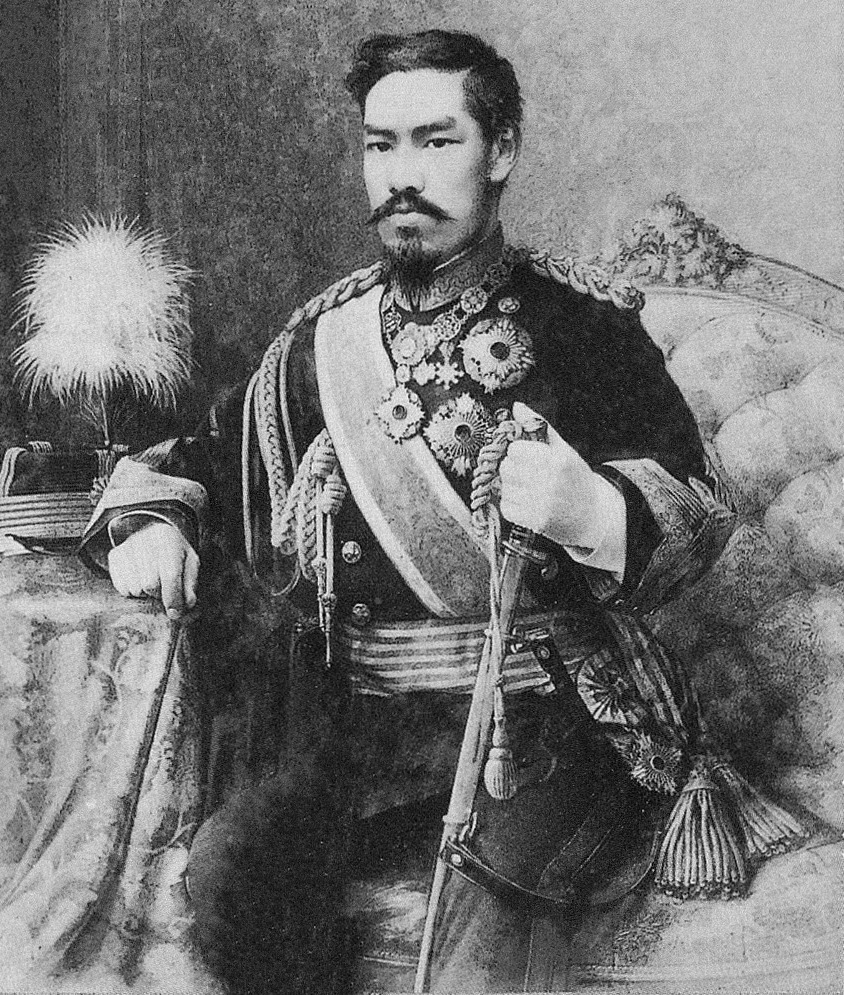
Imperador Meiji do Japão

Kalākaua, assim como outros governantes periféricos do século XIX, via com preocupação o expansionismo e o imperialismo europeu e americano. O monarca havaiano prestava muita atenção no Japão, que desde 1868 passava pela Restauração Meiji, um rápido processo de modernização, adotando modelos constitucionais, econômicos e militares ocidentais. Por isso, ele fez questão de incluir o Império Japonês em sua turnê pelo mundo.

Em um encontro com o Imperador Meiji em Tóquio, em 1881, Kalākaua esboçou sua ideia de uma confederação de nações asiáticas que deveriam se apoiar mutuamente em busca de maior desenvolvimento e proteção frente ao imperialismo ocidental. Segundo o rei do Havaí:
Os países europeus adotam como política pensar apenas em si mesmos. Jamais pensam no mal que podem causar a outros países, ou nas dificuldades que podem criar para outros povos. Seus países tendem a trabalhar juntos e cooperar entre si quando se trata de estratégias para lidar com os países do Leste. Já os países do Oriente, diferentemente, estão isolados e não ajudam uns aos outros. Não têm estratégias para lidar com os países europeus. Esse é um dos motivos pelos quais os direitos e benefícios dos países do Leste hoje estão nas mãos dos países europeus. Consequentemente, é imperativo para os países do Leste formar uma liga para manter o status quo no Leste, opondo-se, dessa maneira, aos países europeus. Chegou a hora de agir.
Kalākaua buscava incluir nessa confederação oriental vários estados soberanos asiáticos, como Tonga, Samoa, China e o próprio Japão como líder, expandindo o grupo futuramente. Outra ideia era a de que o Havaí se tornasse uma espécie de protetorado japonês, impedindo uma possível anexação aos Estados Unidos.

## Resultados

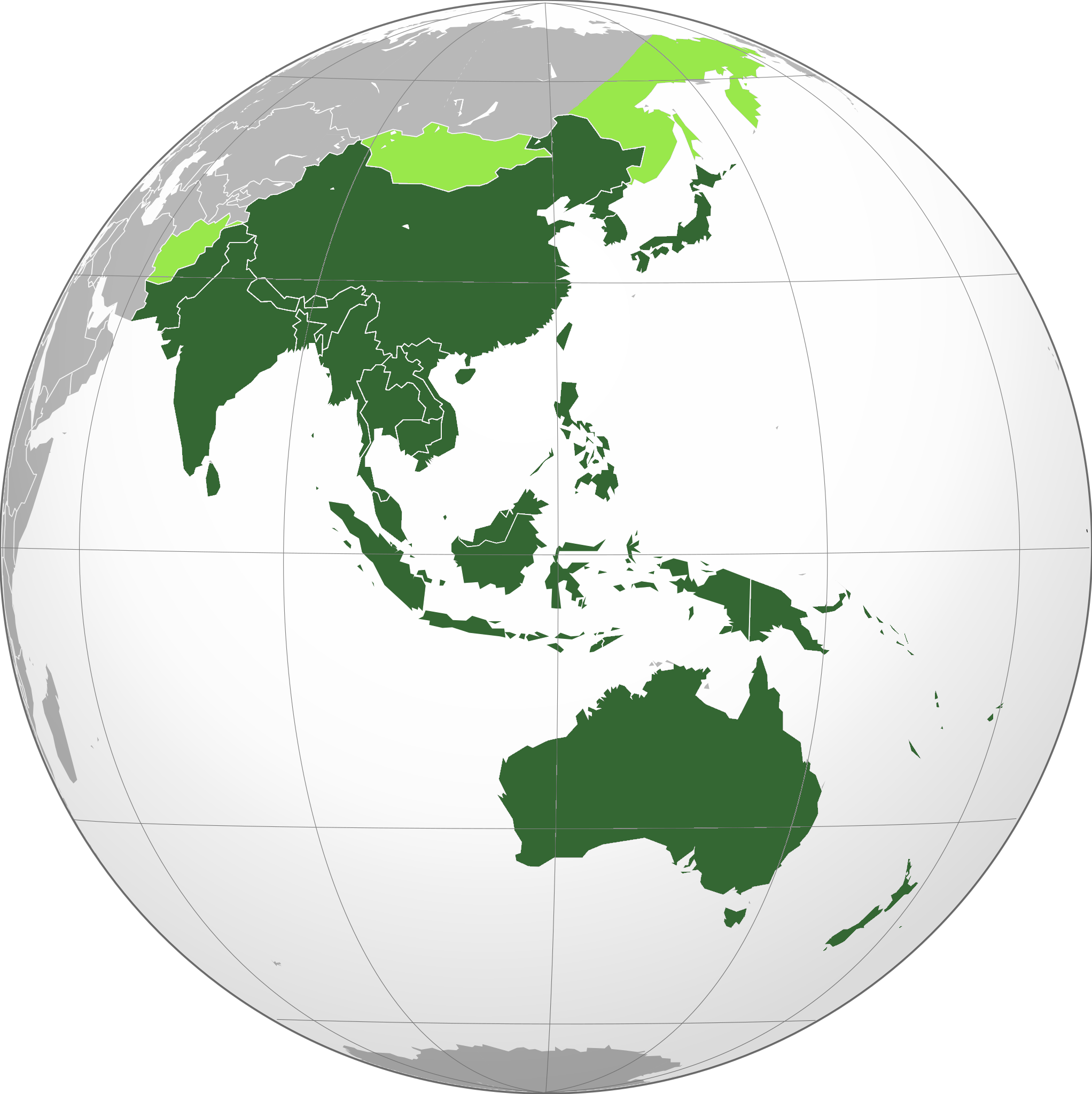
Ásia-Pacífico.

A ideia da União não chegou a sair dos planos e conversações entre os dois monarcas, uma vez que o Imperador japonês recusou a proposta, além de que tal empreendimento contaria com forte oposição externa, além das oposições internas que o Reino do Havaí já enfrentava, como a crescente influência e riqueza dos imigrantes euro-americanos que viviam nas ilhas.
Em poucos anos, um golpe organizado por esses imigrantes e seus apoiadores forçaria Kalākaua a assinar a famosa "Constituição da Baioneta", em 1887, abrindo mão de seu poder e enterrando qualquer plano de expansão e de fortalecimento da soberania havaiana e asiática.